# ألفرد مور
ألفرد مور (بالألمانية: Alfred Mohr)‏ هو دراج نمساوي، (ولد في فيينا في النمسا 1913  م).

## وصلات خارجية
- ألفرد مور على موقع أرشيف الدراجات (الإنجليزية)
- ألفرد مور على موقع أوليمبيديا (الإنجليزية)